# Ацетиленид меди(I)
Ацетилени́д ме́ди(I) — бинарное неорганическое соединение меди и углерода, химическая формула Cu2C2. Представляет собой красно-коричневые, иногда черные кристаллы. В сухом виде кристаллы детонируют при ударе или нагреве. При детонации в отсутствие кислорода не образуется газообразных веществ. Известен моногидрат соединения состава Cu2C2·H2O.

## Получение
Образуется в виде осадка при пропускании ацетилена в аммиачные растворы солей меди(I).
{\displaystyle {\mathsf {C_{2}H_{2}+2CuCl\longrightarrow Cu_{2}C_{2}\downarrow +2HCl}}}
Эта реакция используется для качественного обнаружения ацетилена.

## Химические свойства
Разлагается под действием кислот. В сухом виде взрывоопасен.

## Применение
- Катализатор и, иногда, промежуточный реагент в органическом синтезе.